# Pleurogonium tanseimaruae
Pleurogonium tanseimaruae är en kräftdjursart som beskrevs av Michitaka Shimomura 2009. Pleurogonium tanseimaruae ingår i släktet Pleurogonium och familjen Paramunnidae.
Artens utbredningsområde är Filippinska sjön. Inga underarter finns listade i Catalogue of Life.